# Словацкий копов
Словацкий копов, или словацкая гончая словац. slovenský kopov), — порода собак, применяющаяся в качестве сторожевой или охотничьей.
6 апреля 1962 года был создан национальный клуб словацких копов, а в 1963 году эта порода была зарегистрирована в FCI.

## Описание
Выведенная в Словакии порода. Представители вида отличаются ростом 40—50, массой 15—20 кг. Их голова мягко закруглена в теменной части, в частности череп вытянутый, с немного выпирающим лбом, вдоль последнего присутствует бороздка. Челюсти крепкие. Нос черный. Губы короткие, тонкие, плотно к челюстям прилегающие, в их углах - складка. Глаза овальные, тёмные, посажены довольно глубоко, их цвет темно-голубой, края век чёрные. Мочка носа чёрная, ноздри широко раскрыты. Висячие уши средней длины припаркованы немного выше самих глаз, закруглены на кончиках. Короткая мускулистая шея. Грудь широкая, живот и пах умеренно подобраны. Спина прямая, поясница короткая, широкая. Хвост поставлен несколько ниже уровня спины. Передние конечности ровные, прямые, с развернутыми лопатками (угол 110°). Пясть короткая, лапа овальная, с хорошо развитыми, чёрными когтями как и подушечки пальцев. Грубая шерсть с густым подшерстком с длинной 2-5 см., удлиняющаяся к заду. Кожа тёмно-бурая и даже чёрная, плотная, без складок. Окрасы: чёрный и рыже-бурый с красными подпалинами на ногах. Белые отметины на груди и на лапах допустимы, но не у племенных особей.

## Применение
Может быть легко выдрессирован для работы по следу крови, так как обладает острым чутьём, хорошо ориентируется, злобен, вязок в преследовании зверя из-за чего используется для охоты на кабанов, с недавнего времени и на утку, а также пригоден быть сторожем.

## История
Словацкий копов, или словацкая чёрная лесная гончая, — это старейшая порода универсальных собак-ищеек, которые могут идти по "тёплому" и "холодному" следу. С древних времён в горных районах Словакии на охоту брали гончих собак. С 1945 порода разводится в чистоте, что способствует закреплению типа, а стандарт принят в 1963. Современная племенная работа направлена на развитие качеств гончей. 6 апреля 1962 г. создан национальный клуб словацких копов. 6 апреля 1962 года был создан национальный клуб словацких копов. А уже 1963 год стал порой регистрации породы в FCI. Еще одно название породы: «кабанья гончая». 